# Showa (motorfiets)
Showa is een historisch merk van motorfietsen.
De bedrijfsnaam was Showa Works Ltd., Matsunaga-Cho, Nazumu City, Shizuoka Pref. De naam is afgeleid van de Showaperiode, de regeerperiode van keizer Hirohito.
Showa ontstond in 1939 als dochteronderneming van het merk Meguro. Meguro produceerde zwaardere modellen, maar Showa moest juist lichte tweetaktjes op de markt brengen, waarvan het motorblok een kopie was van het 98cc-model van Sachs. Tijdens de Tweede Wereldoorlog moest men echter overschakelen op de productie van mitrailleurs voor de Japanse marine. Van de Amerikaanse autoriteiten moesten na de oorlog een groot aantal Japanse bedrijven opgesplitst worden en zo werd Showa een zelfstandige onderneming. Men maakte nog enkele jaren motorfietsjes met de Sachs-kopie als aandrijfmiddel, onder de naam "Model LA". In 1953 volgde een 150cc model met een ingekochte kopklepmotor van Yamada. Dit blok, met een kettingaangedreven nokkenas bleek zeer onbetrouwbaar omdat de nokkenasketting vaak brak en het blok niet oliedicht was. De machine kreeg de naam "Model SH" en was voorzien van een moderne telescoopvork en een swingarm achtervering. De machine werd met succes ingezet in races, maar commercieel was het geen succes. In 1954 bracht men de Showa Cruiser SC uit, met een 250cc zijklepmotor van eigen makelij. Dit model werd wél populair. Aanvankelijk leverde de motor 7½ pk bij 5.300 tpm maar toen hij eind jaren vijftig uit productie ging was dat al 10 pk.
In 1956 verscheen op de Tokyo Motor Show een tweecilinder tweetaktmotor van 350cc met liggende cilinders en membraaninlaten. De membraaninlaten waren ook voor de Japanse markt nieuw en de machine zou 22 pk bij 5.500 tpm leveren, maar waarschijnlijk bleef het bij een prototype. In dat jaar verscheen wel de 125cc Light Cruiser, een eencilinder tweetakt die ook een membraaninlaat had en de markt wel bereikte. Deze motor had met 52 mm boring en 58 mm slag dezelfde dimensies als de Yamaha YA 1, maar dankzij de membraaninlaat leverde hij 1 pk meer: 6½ pk in plaats van 5½ pk.
Hoe innovatief Showa was bleek in 1958, toen de Cruiser SCT verscheen. Dit was een 250cc-versie van de Light Cruiser, maar nu als eerste met een gescheiden smeersysteem. Dit model leverde 15 pk bij 5.500 tpm. Het 125cc model heette inmiddels SL III Light Cruiser en kreeg nu zelfs een roterende inlaat, waar het vermogen op 7 pk bij 5.700 tpm kwam. In 1960 leverde de machine al 8 pk en bereikte het een topsnelheid van 100 km/h.
In 1959 nam Showa het merk Hosk over. Dit was de opvolger van de voormalige motorleverancier van Showa, Yamada. Men produceerde nu de tweetakt Showa-modellen Light Cruiser en Cruiser en de 250cc Cruiser SC zijklepper, maar ook de modellen van Hosk, op de Royal Enfield Meteor en de Horex Regina geïnspireerde één- en tweecilinder viertakten van 250- tot 650cc.
Samen met Tohatsu begon men met de ontwikkeling van de Echo bromfiets, de Pandora en Pandra scooters en een kleine auto, die als werknaam Tosho kregen. De ontwikkeling was echter te duur voor Showa, dat in 1960 failliet ging. De Tosho-modellen bleven nog enkele jaren bestaan, waarschijnlijk door de betrokkenheid van Tohatsu.
Showa werd in april 1960 overgenomen door Yamaha. Dat kreeg daardoor veel nieuwe techniek in handen. De tweetakttechniek met roterende inlaten van Showa kon gebruikt worden voor de Yamaha YA-5 en de RA 41 en RD 48 wegracers. De tweecilinder viertakttechniek van Hosk ging ook niet verloren: Showa-ingenieur Hatta was betrokken bij de ontwikkeling van de Yamaha XS-1 650.